# Mia moglie torna a scuola
Mia moglie torna a scuola è un film del 1981, diretto da Giuliano Carnimeo, con Renzo Montagnani e Carmen Russo.

## Trama
La casalinga Valentina soffre a causa della propria condizione di bassa preparazione culturale e decide, contro il parere del marito Aristide, un commerciante alimentare benestante, di iscriversi ad un collegio privato per ottenere la licenza liceale. Arrivata nel collegio (che fornisce vitto ed alloggio) Valentina diventa l'oggetto del desiderio dei giovani studenti maschi nonché dell'esimio prof. Giuseppe Piercapponi, da lei molto stimato.
La trama ruota intorno alle situazioni comiche generate dai tentativi di Aristide di accedere al collegio per reclamare le attenzioni della moglie: i suoi tentativi sono puntualmente smascherati dal bidello Gustavo, che lo ricatta ogni volta chiedendogli soldi per farlo entrare. Un pesante scherzo ordito dagli studenti gelosi farà finire Aristide nel letto della vecchia preside, che approfitterà carnalmente di lui più volte.
Quando si arriva all'esame finale dapprima viene interrogato per sbaglio Aristide, travestito da giovane studente e non riconosciuto, che a causa di una "pasticca" donatagli da un altro ragazzo è molto irascibile; successivamente l'esaminata è Valentina, a cui cadono i vestiti: ne consegue un goffo parapiglia tra lei, il marito, la preside, Piercapponi e i membri della commissione.
Nel bel mezzo della baruffa, arriva in visita il ministro della Pubblica Istruzione che, sdegnato, licenzia tutti. I protagonisti comunque rimangono in contatto: Valentina continua a studiare nel minimarket del marito che ha assunto Piercapponi come salumiere, la preside come cassiera e Gustavo come aiutante factotum.